# Campionato andorrano di calcio
Il campionato andorrano di calcio è un insieme di tornei nazionali istituiti dalla Federació Andorrana de Futbol (FAF). I campionati sono suddivisi e organizzati in 2 livelli, la Primera Divisió e la Segona Divisió. Non si tratta di un campionato professionistico e la maggior parte dei calciatori che vi prendono parte sono dilettanti.

## Storia
La Primera Divisió si disputa ufficialmente dalla stagione 1995-1996, mentre la Segona Divisió dal 1999.
Gli incontri del campionato vengono disputati nei due principali impianti del paese, lo stadio comunale di Aixovall e quello di Andorra la Vella, utilizzati anche per le altre competizioni nazionali, come la Copa Constitució e la Supercopa.
Il Futbol Club Andorra, la più importante squadra del Paese con sede ad Andorra la Vella, non ha mai militato in questo campionato, avendo preferito iscriversi alla lega calcistica spagnola. Il club è, però, in larga parte composto da giocatori di nazionalità andorrana.

## I campionati
Queste sono le divisioni andorrane, entrambe gestite dalla Federació Andorrana de Futbol:
- Primera Divisió (8 squadre);[1]
- Segona Divisió (6+2 squadre B).[2]

### Primera Divisió
Le otto squadre si affrontano in un girone all'italiana con gare di andata e ritorno per un totale di 14 gare. Dopo l'ultima gara di ritorno, le prime quattro classificate si affrontano fra loro per il titolo di Campione d'Andorra con gare di andata e ritorno per un totale complessivo di 20 gare, mentre le ultime quattro si scontrano per decidere chi retrocede direttamente in Segona Divisió e chi va al Play-off/out. La squadra vincitrice accede al primo turno preliminare di UEFA Champions League.

### Segona Divisió
Le dieci squadre si affrontano in un girone all'italiana con gare di andata e ritorno per un totale di 14 gare. La prima classificata viene promossa direttamente, mentre la seconda accede al play-off/out contro la penultima della Primera Divisió. Sono escluse dalla promozione le squadre di riserva.

## Struttura dei campionati
| Livello | Livello | Serie                                        | Serie                                        | Serie                                        | Serie                                        | Serie                                        | Serie                                        | Serie                                        | Serie                                        | Serie                                        | Serie                                        | Serie                                        | Serie                                        | Serie                                        | Serie                                        | Serie                                        | Serie                                        | Serie                                        | Serie                                        |
| ------- | ------- | -------------------------------------------- | -------------------------------------------- | -------------------------------------------- | -------------------------------------------- | -------------------------------------------- | -------------------------------------------- | -------------------------------------------- | -------------------------------------------- | -------------------------------------------- | -------------------------------------------- | -------------------------------------------- | -------------------------------------------- | -------------------------------------------- | -------------------------------------------- | -------------------------------------------- | -------------------------------------------- | -------------------------------------------- | -------------------------------------------- |
| 1       | 1       | Primera Divisió 10 squadre/1-2 retrocessioni | Primera Divisió 10 squadre/1-2 retrocessioni | Primera Divisió 10 squadre/1-2 retrocessioni | Primera Divisió 10 squadre/1-2 retrocessioni | Primera Divisió 10 squadre/1-2 retrocessioni | Primera Divisió 10 squadre/1-2 retrocessioni | Primera Divisió 10 squadre/1-2 retrocessioni | Primera Divisió 10 squadre/1-2 retrocessioni | Primera Divisió 10 squadre/1-2 retrocessioni | Primera Divisió 10 squadre/1-2 retrocessioni | Primera Divisió 10 squadre/1-2 retrocessioni | Primera Divisió 10 squadre/1-2 retrocessioni | Primera Divisió 10 squadre/1-2 retrocessioni | Primera Divisió 10 squadre/1-2 retrocessioni | Primera Divisió 10 squadre/1-2 retrocessioni | Primera Divisió 10 squadre/1-2 retrocessioni | Primera Divisió 10 squadre/1-2 retrocessioni | Primera Divisió 10 squadre/1-2 retrocessioni |
| 2       | 2       | Segona Divisió 8 squadre/1-2 promozioni      | Segona Divisió 8 squadre/1-2 promozioni      | Segona Divisió 8 squadre/1-2 promozioni      | Segona Divisió 8 squadre/1-2 promozioni      | Segona Divisió 8 squadre/1-2 promozioni      | Segona Divisió 8 squadre/1-2 promozioni      | Segona Divisió 8 squadre/1-2 promozioni      | Segona Divisió 8 squadre/1-2 promozioni      | Segona Divisió 8 squadre/1-2 promozioni      | Segona Divisió 8 squadre/1-2 promozioni      | Segona Divisió 8 squadre/1-2 promozioni      | Segona Divisió 8 squadre/1-2 promozioni      | Segona Divisió 8 squadre/1-2 promozioni      | Segona Divisió 8 squadre/1-2 promozioni      | Segona Divisió 8 squadre/1-2 promozioni      | Segona Divisió 8 squadre/1-2 promozioni      | Segona Divisió 8 squadre/1-2 promozioni      | Segona Divisió 8 squadre/1-2 promozioni      |

## Squadre del campionato andorrano di calcio
Elenco delle 14 squadre di calcio del Principato di Andorra iscritte alla Federazione calcistica di Andorra, compresi due team che hanno cessato l'attività, indicati col nome originale in italiano e, tra parentesi, la città di provenienza. Diverse squadre di Primera Divisió hanno una "Squadra B" che partecipa alla Segona Divisió.

### In attività
- FC Andorra (Andorra la Vella)
- Principat (Andorra la Vella)
- FC Santa Coloma (Santa Coloma)
- Sant Julià (Sant Julià de Lòria)
- Encamp (Encamp)
- Inter Escaldes (Escaldes-Engordany)
- Lusitans (Andorra la Vella)
- Rànger's (Andorra la Vella)
- Extremenya (Andorra la Vella)
- Casa del Benfica (La Massana)
- FS La Massana (La Massana)
- Engordany (Escaldes-Engordany)
- Atlètic Escaldes (Escaldes-Engordany)
- Penya Encarnada (Andorra la Vella)

### Non più attivi
- Constel·lació (Andorra la Vella)
- Racing d'Andorra (Andorra la Vella)
- SC Escaldes (Escaldes-Engordany)

## Coppe nazionali
Elenco 
- Copa Constitució: si affrontano tutte le squadre dei due campionati
- Supercopa andorrana: si affrontano la vincitrice della Primera Divisió e della Coppa d'Andorra.